# Michael Fuss (Theologe)
Michael Fuss (* 1949 in Bonn) ist ein deutscher katholischer Theologe.

## Leben
Der Priester der Erzdiözese Köln war nach dem Studium der Theologie, Missionswissenschaft und Religionswissenschaft in Bonn und Rom und Spezialstudien in Indologie in London und Sri Lanka bis 1996 Hochschuldozent für Religionsgeschichte an der Universität Freiburg. Seitdem war er Professor für Buddhismus und Neue Religionen an der Pontificia Università Gregoriana und Dozent für Religionsgeschichte an der Pontificia Università Lateranense.

## Schriften (Auswahl)
- Buddhavacana and Dei Verbum. Leiden 1991.
- Le grandi figure del buddhismo. Assisi 1996.
- Rethinking New Religious Movements. Rom 1998.